# Macquarie Bank
Macquarie Bank Limited é um banco de investimento australiano e provedor de outros serviços financeiros.